# Májovci
 (mars 2015).
Si vous disposez d'ouvrages ou d'articles de référence ou si vous connaissez des sites web de qualité traitant du thème abordé ici, merci de compléter l'article en donnant les références utiles à sa vérifiabilité et en les liant à la section « Notes et références ».
Les Májovci (« École de mai ») ont constitué dans la seconde moitié du XIXe siècle un groupe important de romanciers et de poètes tchèques qui s’inspiraient du travail de Karel Hynek Mácha, Karel Havlíček Borovský et Karel Jaromír Erben.
Après la chute de l'absolutisme de Metternich dans la Révolution de 1848 apparut sur la scène une jeune génération préoccupée par la vie dans les villes et les problèmes sociaux contemporains, et déterminée à réintroduire le tchèque comme langue littéraire. Politiquement, elle défendait la cause de la liberté, de la démocratie et de la justice sociale, luttant contre le gouvernement réactionnaire de Bach et s’efforçant d’améliorer le statut de la nation tchèque au sein de l'Empire austro-hongrois.
Le premier annuaire du groupe fut publié en 1858. Nommé Máj ("mai") d’après le grand poème de Mácha, il comprenait des contributions de Jan Neruda et de Vítězslav Hálek (de), ainsi que d’Adolf Heyduk (de), Rudolf Mayer (de), Karolina Světlá, Jakub Arbes, Karel Sabina, Josef Václav Frič et Gustav Pfleger-Moravský. On a qualifié leurs contes en vers de byroniens bien que ce soit probablement Pouchkine qui les a le plus influencés. On doit en grande partie à leurs efforts d’avoir fait entrer la littérature tchèque dans le grand courant européen.
Ils ont été de grands défenseurs du Théâtre National de Prague, dont la première pierre fut posée en 1868. Leurs préoccupations réformistes se sont aussi reflétées dans leurs tentatives journalistiques. Parmi les revues et les magazines associés aux Májovci on trouve Národní listy, Čas, Lumír et Květy.
Les groupes qui ont suivi comprenaient les Lumírovci (liés au journal Lumír) et les Ruchovci (de) (liés avec le Théâtre National).

## Personnalités connues
- Jakub Arbes, rédacteur
- Karel Jaromír Erben, poète et écrivain
- Josef Václav Frič
- Vítězslav Hálek (de), poète et écrivain
- Ignát Herrmann (de), écrivain tchèque, humoriste et rédacteur
- Adolf Heyduk (de), poète
- Rudolf Mayer (de), poète
- Jan Neruda, rédacteur en chef de journal et écrivain
- Gustav Pfleger-Moravský
- Karel Sabina, démocrate radical tchèque, journaliste, écrivain et critique littéraire
- Karolina Světlá, écrivain